# Fu Haos grav
Fu Haos grav (forenklet kinesisk: 妇好墓; traditionelt kinesisk: 婦好墓; pinyin: Fù Hǎo Mù) er et arkæologisk udgravningsområde ved Yin Xu, ruinerne af Yin, den gamle hovedstad i Shang-dynastiet, i den nutidige by Anyang i provinsen Henan, Kina. Området blev opdaget i 1976 af Zheng Zhenxiang og blev identificeret som det sidste hvilested for dronning og general Fu Hao, der døde omkring 1200 f.Kr.. Hun var en af kong Wu Dings mange koner.
Det er til dato den eneste kongelige grav fra Shang-dynastiet, der er fundet uskadt med sit oprindelige indhold og udgravet af arkæologer. Udgravningen blev udført af Anyang-holdet fra Arkæologisk Institut på det Kinesiske Akademi for Samfundsvidenskab, og efter omfattende restaurering blev graven åbnet for offentligheden i 1999.

## Opdagelse og indhold
I 1976 afsøgte Zheng Zhenxiang og hendes arkæologiske team området omkring Yinxu med en lang skovl, kaldet en Luoyang-skovl, og fandt nogle stumper af rødlakskeramik. Den grav, der blev udgravet, officielt med betegnelsen grav nummer 5, er en enkelt grav på 5,6×4 m, lige uden for den centrale kongelige gravplads. Graven er blevet dateret til omkring 1200 f.Kr. og identificeret, ud fra indskrifter på bronzegenstande, til at være Fu Haos.
Hendes grav er et af de mindre gravsteder og en af de bedst bevarede kongelige grave fra Shang-dynastiet. Det er den eneste af de hidtidige fund herfra, der ikke er blevet plyndret inden udgravningen. Inde i graven var der tegn på et trækammer, som er 5 meter langt, 3,5 m bredt og 1,3 m højt. Det havde indeholdt en lakeret trækiste, som var rådnet væk.
På gulvet befandt liget af dronningen sig sammen med køkkengrej og redskaber, der var begravet sammen med hende. Sjældne jade-genstande, som stammer fra Liangzhukulturen, var sandsynligvis indsamlet af Fu Hao som antikviteter, og mens nogle af bronzegenstandene sandsynligvis blev brugt af kvinden og hendes husstand, var andre, der havde hendes posthume navn Mu Xin indskrevet, utvivlsomt nedlagt som gravgaver.
Samlet set indeholdt Fu Haos grav:
- 468 bronzegenstande, herunder 200 krukker, 130 våben, 23 klokker, 27 knive, 4 spejle og 4 tigre eller tigerhoveder[6]
- 755 jadegenstande
- 63 stengenstande
- 5 elfenbengenstande
- 564 bengenstande, herunder næsten 500 hårnåle og over 20 pilehoveder
- 11 keramikgenstande
- 6.900 stykker kauri-skaller (brugt som valuta under Shang-dynastiet)

Under liget var der en lille fordybning med resterne af seks ofrede hunde, og langs kanten lå skeletterne af 16 slaver, tegn på menneskeofring.
Der er også spor af en struktur bygget over graven, der sandsynligvis var en bygning til at afholde ceremonier for at mindes forfædrene; denne er siden blevet restaureret.
Ved at sammenholde jadegenstandene i Fu Haos grav med fund af meget ældre genstande ved hjælp af stilistisk og teknisk analyse har arkæologerne identificeret Fu Hao som en tidlig samler, en kvinde, der samlede genstande om sig fra en meget tidligere periode.

## Genstande fra Fu Haos grav
- Bronzevintønde
- Bronzevintønde i form af en ugle
- Bronze-guang
- Pei af jade
- Bronzegenstand
- Bronzegenstand